# Петренко Григорій Олексійович
Григорій Олексійович Петренко (22 листопада 1909, Черниші — 16 листопада 1941) — Герой Радянського Союзу, в роки радянсько-німецької війни стрілець 4-ї роти 2-го батальйону 1075-го стрілецького полку 316-ї стрілецької дивізії 16-ї армії Західного фронту, червоноармієць.

## Біографія
Народився 22 листопада 1909 року в селі Черниші (нині Канівського району Черкаської області України) в селянській родині. Українець. Закінчив початкову школу. Працював у колгоспі. З 1933 року жив і працював у місті Солікамськ (нині Пермського краю), потім у місті Пржевальськ, селі Сазонівка Джети-Огузького району Іссик-Кульської області Киргизії.
У Червоній Армії з липня 1941 року. З цього ж часу на фронті.
16 листопада 1941 року в бою біля роз'їзду Дубосєково Волоколамського району Московської області в складі групи винищувачів танків на чолі з політруком В. Г. Клочковим і сержантом І. Є. Добробабіним брав участь у відбитті численних атак противника.
Похований у братській могилі біля села Нелідово Волоколамського району Московської області.

## Нагороди, пам'ять
Указом Президії Верховної Ради СРСР від 21 липня 1942 року за зразкове виконання бойових завдань командування на фронті боротьби з німецько-фашистським загарбниками і проявлені при цьому мужність і героїзм червоноармійцеві Петренку Григорію Олексійовичу посмертно присвоєно звання Героя Радянського Союзу. Нагороджений орденом Леніна.

## Пам'ять
У Нелідовському сільському клубі відкрито музей, присвячений Героям. На місці подвигу 28-і героїв-панфіловців споруджений меморіал. Ім'я Григорія Петренка було присвоєно теплоходу.
У місті Бішкеці на Алеї Героїв по проспекту Молода Гвардія встановлено його бюст.
Ім'я Г. О. Петренка висічене на пам'ятному знаку Героям-землякам в Каневі.